# Calponia harrisonfordi
Calponia harrisonfordi Platnick, 1993, è un ragno appartenente alla famiglia Caponiidae, diffuso in California e negli Stati Uniti occidentali.

Lo scopritore dedicò il nome specifico al celebre attore Harrison Ford, per ringraziarlo di aver prestato la sua voce in un documentario girato per il Natural History Museum di Londra. È l'unica specie del genere Calponia, nonché uno dei membri più antichi della famiglia Caponiidae.
Diversamente dalla maggior parte dei membri della sua famiglia, C. harrisonfordi possiede tutti e otto gli occhi. È lungo all'incirca 5 mm. La sua dieta non è ancora stata accertata ma sembra si nutra di altri ragni.